# Марш несогласных

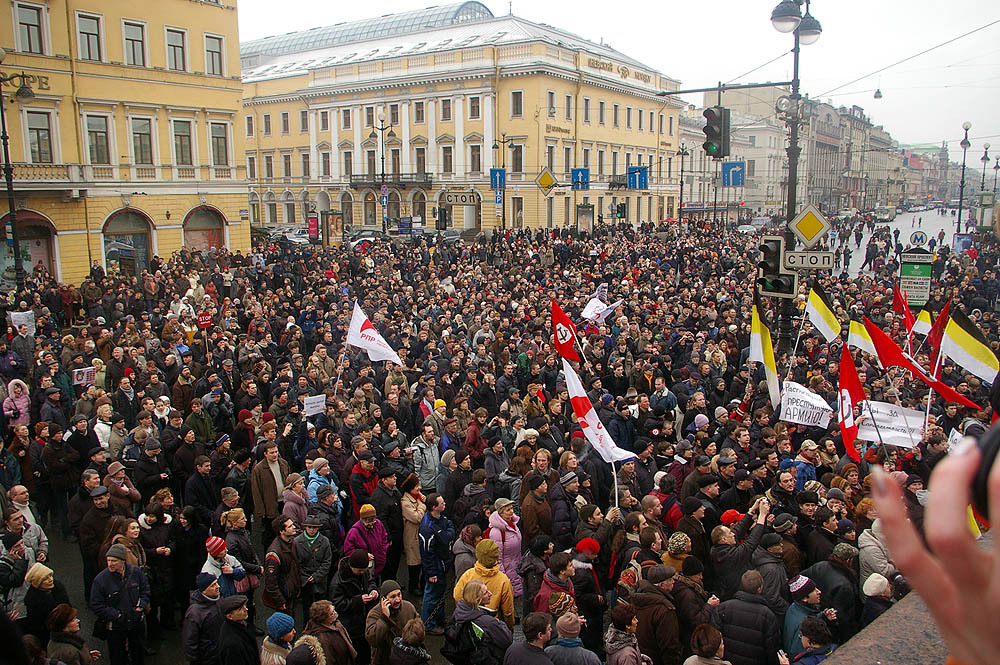
Марш несогласных в Санкт-Петербурге 3 марта 2007 года

«Марш несогласных» — общее название уличных акций российской оппозиции, направленных на реформирование политического устройства России, организованных коалицией «Другая Россия» и проходивших в крупных городах с конца 2005 по конец 2008 года. Основные лозунги акций: «Нам нужна другая Россия!», «Россия без Путина!», «Это наш город!», «Нет полицейскому государству!», «Долой власть чекистов!», «Свободу политзаключённым!». Главные участники: Гарри Каспаров, Эдуард Лимонов, Михаил Касьянов, Юлия Галямина.
С 2009 года вместо «маршей несогласных» в России стали проводиться акции «Стратегии-31» в форме митингов, хотя некоторые из них сопровождались попытками шествий.

## История и хронология Маршей
Самые масштабные выступления прошли в Москве: 16 декабря 2006 года, 14 апреля, 11 июня и 24 ноября 2007 года; в Санкт-Петербурге: 3 марта, 15 апреля, 9 июня и 25 ноября 2007 года. Акции 16 декабря, 3 марта, 14 и 15 апреля, и 24 и 25 ноября были жёстко пресечены ОМОНом и вызвали широкий общественный резонанс, в том числе за рубежом.

### 2005
В 2005 году Марш был впервые инициирован ОГФ и был приурочен ко Дню Конституции. В течение трёх дней с 9 по 11 декабря акция прошла более чем в 20 городах России.

### 2006
16 декабря организаторы Марша хотели собраться на Триумфальной площади в Москве и пройти шествием по Тверской улице до Васильевского спуска, однако московские власти запретили шествие. В результате «несогласные» после митинга на Триумфальной площади решили прорываться не по Тверской улице, а в сторону Белорусского вокзала. В ходе прорыва по 1-й Брестской улице ОМОНом было проведено массовое задержание участников марша, в числе которых больше всего оказалось активистов НБП, порядка 70—100 человек.
По сообщениям участников акции, на митинг пришло около 6 тысяч человек, по данным милиции — вдвое меньше. Также, по утверждению организаторов, около тысячи человек были не допущены на митинг: их снимали с поездов, останавливали автобусы и задерживали прямо в московском метро. Так, по оценкам руководства НБП, по дороге в Москву были задержаны порядка 350—400 национал-большевиков. В частности, по дороге на акцию были задержаны члены оргкомитета Олег Козловский («Оборона») и Иван Стариков (РНДС), а после митинга — Сергей Удальцов (АКМ). С самого утра сотрудниками милиции была заблокирована квартира члена Политсовета НБП Алексея Сочнева. Оппозиция выдвигала следующие требования: прекращение цензуры, отмена последних изменений в избирательном законодательстве, ограничивающих, по её мнению, свободу выбора избирателей, освобождение политзаключённых и др.

### 2007

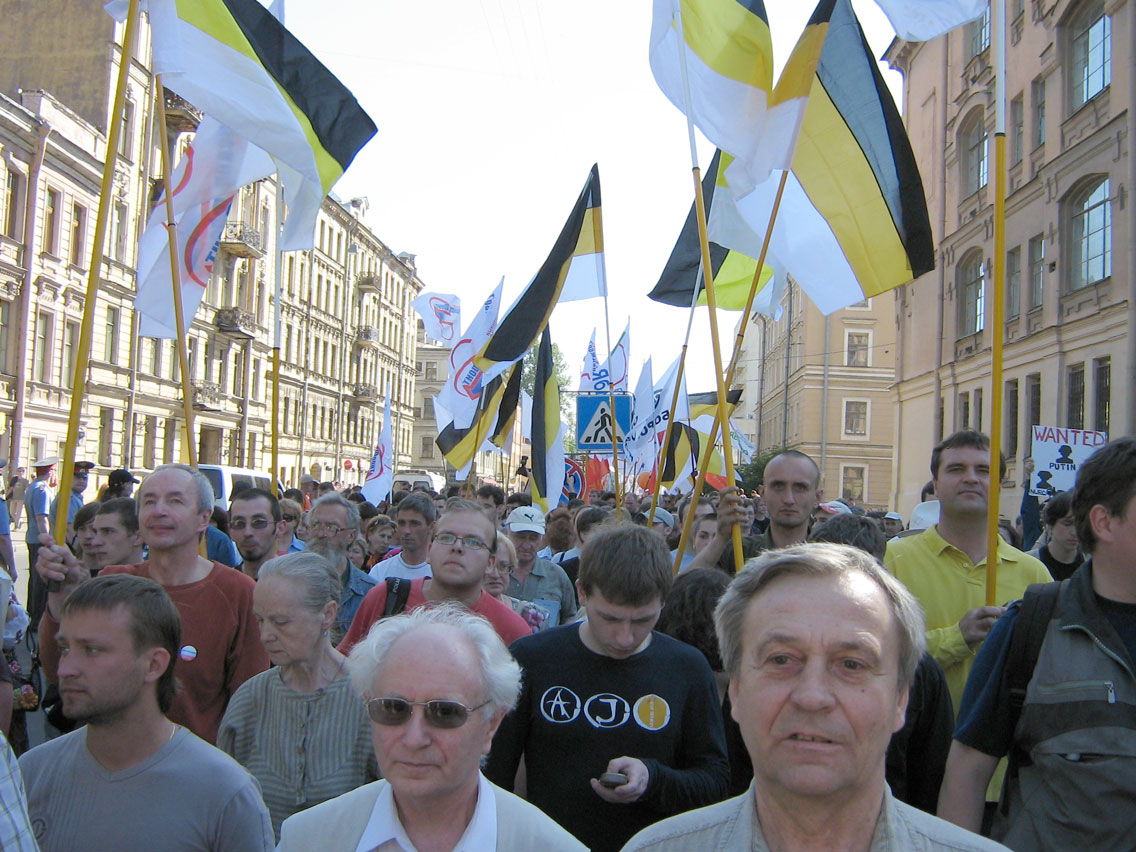
Марш несогласных в Санкт-Петербурге 9 июня 2007 года

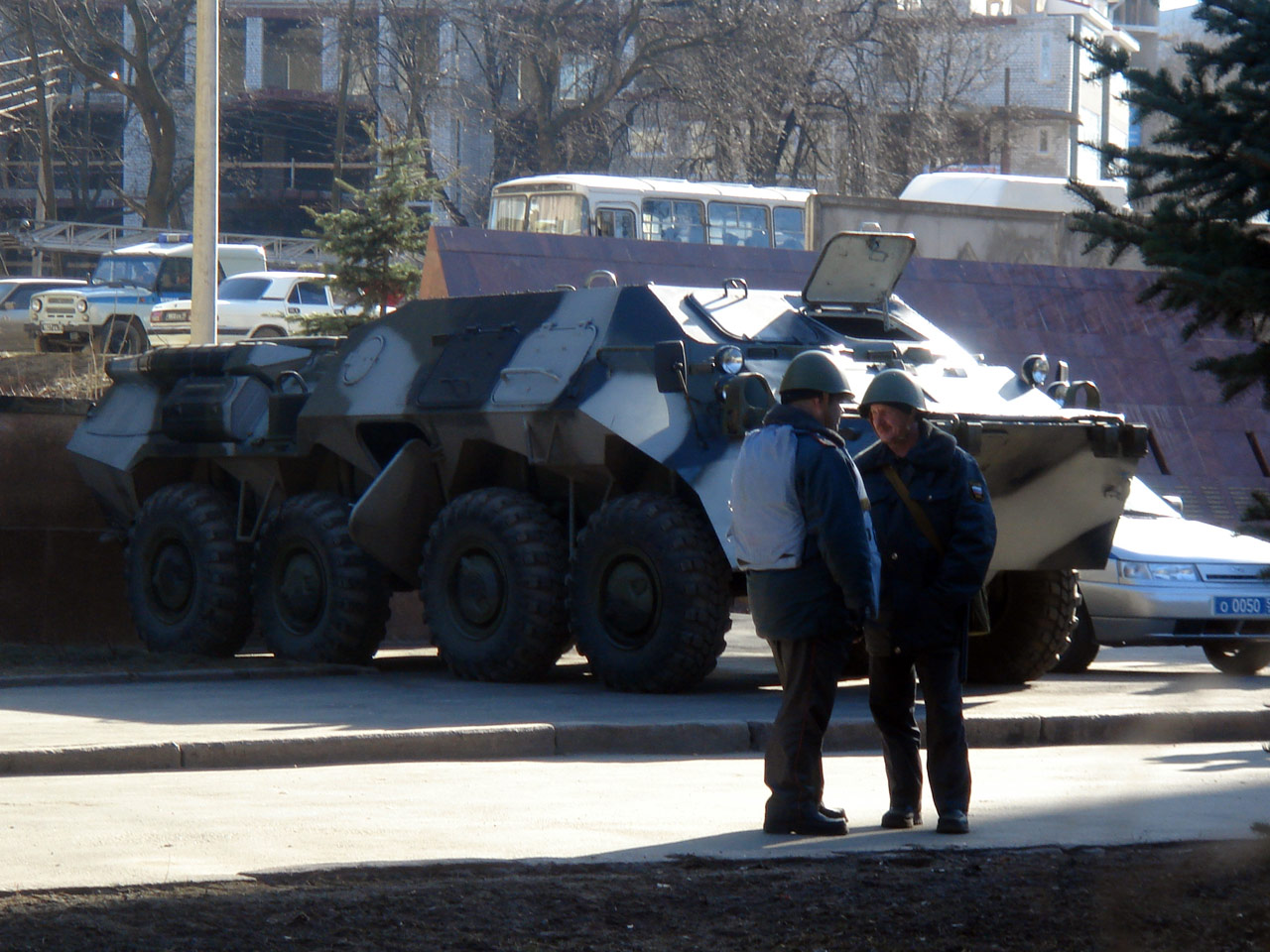
Оцепление здания УВД после Марша несогласных в Нижнем Новгороде

В 2007 году «Другая Россия» вместе с другими оппозиционными организациями провела более десятка Маршей несогласных.
- Марш в Санкт-Петербурге 3 марта.

В Санкт-Петербурге вышло 15 000 человек
- Марш в Нижнем Новгороде 24 марта
- Марш в Москве 14 апреля.

В Москве вышло 30 000 человек
- Марш в Санкт-Петербурге 15 апреля
- Марш в Самаре 18 мая
- Марш в Челябинске 19 мая
- Марш в Воронеже 29 мая
- Марш в Санкт-Петербурге 9 июня
- Марш в Москве 11 июня
- Марш в Мурманске 12 июня
- Марш в Рязани и Ростове-на-Дону 30 июня
- Марш в Москве 7 октября
- Областной марш в Сертолове 18 ноября[8]
- Марш в Москве 24 ноября
- Марш в Санкт-Петербурге 25 ноября

### 2008
27 января «Другая Россия» планировала организовать «Марш несогласных» в Калининграде, однако из-за давления властей вместо марша 27 января организаторы решили провести «Митинг несогласных», причём 26 января. Но и этого им не удалось сделать из-за многочисленных задержаний активистов калининградской «Другой России».
10 февраля РНДС планировал провести «Марш несогласных» в Москве. «Марш несогласных» 10 февраля должен был пройти в Москве от Триумфальной площади по Тверской улице до Лубянской площади. Планировалось, что в нём примут участие представители НДС, «Другой России», движения «Народ», московской организации СПС, движения «Оборона» и ряда общественных организаций. Основными лозунгами акции должны были стать лозунги «Выборам — бойкот!», «Нет преемнику». Однако мэрия запретила проводить демонстрацию по этому маршруту. 1 февраля оргкомитет акции принял решение отказаться от проведения акции.
3 марта (на следующий день после президентских выборов), в 17 часов «Другая Россия» наметила акции протеста против их результатов. В Москве и Санкт-Петербурге прошли «Марши несогласных». Основными лозунгами стали: «Долой самодержавие и престолонаследие!», «Вся власть Учредительному собранию!», «Лжедмитрий — вон из Кремля!». В Москве шествие провести не удалось. ОМОН помешал проведению акции, и почти все её участники были задержаны, в том числе лидер СПС Никита Белых и движения «За права человека» Лев Пономарёв. Шествие должно было пройти от памятника Грибоедову у станции метро «Чистые пруды» до Соловецкого камня на Лубянской площади.
В Санкт-Петербурге акция была запланирована по маршруту: БКЗ «Октябрьский» — Лиговский проспект — улица Некрасова — Греческий проспект — Парадная улица — Кирочная улица. Марш должен завершиться митингом возле музея Суворова. Администрация Санкт-Петербурга санкционировала эту акцию. Марш собрал около 1500—2000 человек. В рамках акции прошёл рок-концерт, на котором выступали группы «Телевизор» и «СП Бабай». Также с кратким приветствием выступил лидер группы ДДТ Юрий Шевчук.
На марше присутствовали участники арт-группы «Война» с лозунгом «Ебись за наследника Медвежонка».
14 декабря марш состоялся в обеих столицах, в Москве было задержано 90 человек, также акции протеста прошли в Калининграде и Владивостоке.

### 2009

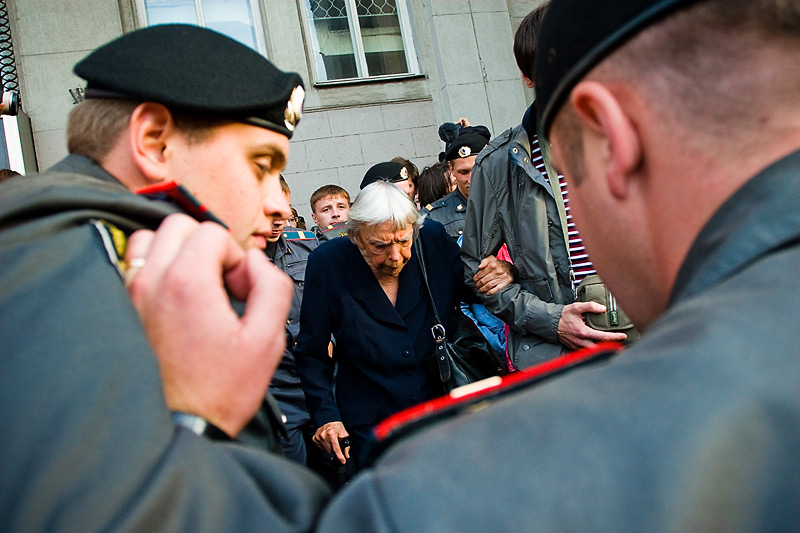
Людмила Алексеева на акции в защиту 31 статьи Конституции России.
Москва, 31 августа 2009

В 2009 году Эдуардом Лимоновым был придуман и применён на практике новый формат, делающий из «Маршей» «Дни несогласных». Он призвал в своих статьях несогласных не согласовывать мероприятий с мэрией, опираясь прямо на статью 31-ю Конституции РФ. Также была избрана новая тактика, с приумножением мест проведения митингов, разбегающихся до прихода служб (из-за этого некоторые политические оппоненты прозвали их «призраками»). Сам Эдуард Вениаминович остался довольным своим изобретением, на которое его подтолкнуло новое ужесточение режима в связи с мировым экономическим кризисом. Реакция других членов коалиции была молчаливо одобрительной.
31 января «День несогласных» был посвящён праву на протест. Перед этим Эдуард Лимонов выделил эту тему, так как, по его мнению, она особенно важна в период кризиса, когда есть что опротестовать. Акции прошли в нескольких местах Москвы, самая массовая была на Большой Ордынке, в шествии приняли участие около 250 человек. Всего в акциях несогласных участвовало около 600 человек.
12 марта прошёл следующий День несогласных. Сначала участники акции совершили манёвр в московском метро, от станции «Тверская» проехав до станции «Проспект Мира». Там около 200 несогласных прошли маршем до «Сухаревской».
31 мая всеобщий митинг протеста «Россия против Путина». В оргкомитет вошли в основном члены коалиции «Другая Россия». Акция прошла несанкционированно, несмотря на большие уступки мэрии со стороны несогласных: отказ от символики и самого наименования.
31 июля нацболами была начата серия акции по защите 31 статьи Конституции (право на митинги и собрания). В её рамках должны были пройти митинги на Триумфальной площади 31 июля, августа, октября и декабря. Первый митинг прошёл около метро «Маяковская». По официальным данным ГУВД, в нём участвовало около 200 человек, из них 47 были задержаны, но участники митинга говорят, что на нём присутствовало от 1000 до 1500 человек , включая Эдуарда Лимонова, однако все отпущены до конца дня.

## Участники
Следующие активисты, партии и общественные движения, входящие и не входящие в состав коалиции «Другая Россия», принимали участие в Маршах несогласных в разное время:

### Объединения
- Объединённый гражданский фронт (ОГФ)
- Национал-большевистская партия (НБП) — Нацболы
- Молодёжное движение «Оборона»
- Общественное движение «Смена»
- Российский народно-демократический союз (НДС)
- Республиканская партия России (РПР)
- Авангард красной молодёжи (АКМ)
- Профсоюз «Профсвобода»
- Российский социал-демократический союз молодёжи (РСДСМ)
- «Молодёжное Яблоко»
- Либертарное движение «Свободные радикалы»
- Союз правых сил (СПС)
- Московская Хельсинкская группа (МХГ)
- Движение «За права человека»
- Голос Беслана

### Активисты
| - Сергей Аксёнов - Людмила Алексеева - Евгения Альбац - Михаил Амосов* - Виктор Анпилов* - Евгений Бабушкин - Никита Белых - Михаил Борзыкин - Мария Гайдар - Михаил Ганган* - Леонид Гозман - Михаил Касьянов* - Сергей Гуляев* - Михаил Делягин* - Анатолий Ермолин | - Андрей Илларионов - Николай Кавказский - Гарри Каспаров* - Олег Козырев - Даниил Коцюбинский - Евгений Коновалов - Ольга Курносова - Эдуард Лимонов* - Марина Литвинович - Владимир Лысенко - Юлия Малышева - Борис Немцов* - Михаил Обозов - Леонид Ольшанский - Александр Осовцов | - Лев Пономарёв* - Захар Прилепин* - Дмитрий Ревякин* - Максим Резник* - Николай Рыбаков - Владимир Рыжков - Георгий Сатаров - Иван Стариков* - Сергей Удальцов* - Марк Фейгин* - Ирина Хакамада - Виктор Шендерович - Юрий Шевчук* - Александр Шуршев* - Илья Яшин* - Юлия Галямина |

## География Маршей
Большинство выступлений проходят в двух крупнейших городах России — Москве и Санкт-Петербурге. Акции, проводимые в этих городах, отличаются максимальной численностью.

### Москва
В Москве акция прошла в
- 2006 — 16 декабря
- 2007 — 14 апреля, 11 июня, 24 ноября
- 2008 — 14 декабря
- 2009 — 31 января, 12 марта, 31 июля, 31 августа, 31 октября

### Санкт-Петербург
В Санкт-Петербурге марш проходил
- 2007 — 3 марта, 15 апреля, 9 июня, 25 ноября
- 2008 — 3 марта, 14 декабря

### Регионы
Помимо двух столиц, в акциях в разное время участвовали:
- Екатеринбург (24 ноября)
- Нижний Новгород (24 марта, 24 ноября)
- Самара (18 мая)
- Челябинск (19 мая)
- Воронеж (29 мая)
- Мурманск (12 июня)
- Рязань (30 июня, 24 ноября)
- Ростов-на-Дону
- Калуга (24 ноября)
- Псков (24 ноября)
- Ярославль (24 ноября)
- Сертолово (18 ноября)

## Проблемы, возникающие при проведении акций
В большинстве случаев местные власти отказывали организаторам в праве провести мероприятие в том месте, которое выбрали сами организаторы. Тем не менее, организаторам зачастую всё-таки удавалось провести шествие или митинг в той или иной форме.

### Провокации и противодействия

Молодой человек с лозунгом

По словам организаторов, Марши несогласных нередко сопровождались провокациями различного характера в отношении протестующих, как прямыми, так и скрытыми. Оппозиционные источники выступали с заявлениями, отрицая причастность определённых лиц к своим акциям. Провокаторами были объявлены:
- 16 декабря 2006 в Москве — люди, развернувшие на Триумфальной площади плакат «Сталин, Берия, ГУЛАГ»[прим. 1][19][20];
- 3 марта 2007 в Санкт-Петербурге — человек с плакатом «Березовский, мы с тобой!», который, по словам представителей оппозиции, выскочил перед телекамерами из-за спин ОМОНа, а затем, когда его засняли, укрылся за ОМОНом от гнева протестующих[20][21][22];
- 14 апреля 2007 в Москве — человек, прыгавший на крыше автомобиля, припаркованного возле Рождественского бульвара[20]. Демонстранты скрутили его и попытались сдать милиции[23][24];
- 29 мая 2007 в Воронеже — некоторые молодые люди («группа из примерно 30 провокаторов»), которые «палили файера, подзуживали демонстрантов кинуться на милицию, пытались бить и поджигать машины»[20].

Кроме того, с разным успехом прошло несколько прямых провокаций и противодействий.
- 16 декабря 2006 в Москве несколько активистов движения «Россия молодая» растянули на одной из крыш близлежащих домов баннер «Привет маршу политических валютных проституток»[25]. Они повторили свою акцию 14 апреля и 11 июня 2007 на крыше здания газеты «Известия»[26][27].
- На той же акции двое молодых людей стали зажигать файера в толпе собравшихся и разбрасывать листовки «Проклятые буржуи», а затем вступили в драку с членами НБП, после чего были задержаны милицией[28].
- 18 мая 2007 в Самаре милиция задержала трёх молодых людей с большим количеством металлических шариков, которыми они намеревались забросать участников акции[29].
- 9 июня 2007 в Санкт-Петербурге были расклеены листовки, в которых было указано ложное место сбора участников предстоящего Марша несогласных[30].

30 июля журнал «Коммерсантъ-Власть" опубликовал интервью с человеком, представившимся бывшим членом молодёжного прокремлёвского движения «Наши». В интервью он, в частности, заявил о существовании в движении людей, главным образом, футбольных фанатов, чьей задачей является «провоцировать беспорядки на митингах и шествиях, не одобренных властью. Например, весной [они] устраивали провокации практически на всех „Маршах несогласных“ — задирали милицию, кидали файеры, а при приближении милиции подкладывали их в сумки шествующим».
В то же время представители власти обвиняют в провокационных действиях организаторов Маршей. По утверждению начальника управления общественных связей МВД Валерия Грибакина на пресс-конференции по поводу апрельских акций «несогласных», организаторами была заранее подготовлена одежда, облитая краской или кетчупом, имитировавшими кровь; в первые ряды выставлялись женщины и старики, прикрывавшие штурмовые группы; на акции присутствовали поддельные журналисты

### Давление на активистов
В городах, где проходили акции протеста, правоохранительные органы оказывали давление на организаторов и активистов Маршей. Время от времени сообщалось о задержаниях, снятии с поездов, убийствах, допросах, обысках. Часто эти мероприятия проводились накануне Маршей, с целью не допустить участия в них. Известны также факты отчисления из института и призыва в армию за, как считают оппозиционеры, активное участие в мероприятиях оппозиции.
О некоторых случаях такого противодействия накануне июньских акций «несогласных» сообщает сайт организаторов namarsh.ru: 
- 8 июня в Мурманске около часа ночи у организатора Марша несогласных Дмитрия Волова и члена движения «Оборона» Дмитрия Таралова сотрудники милиции обыскали рюкзаки и раскидали обнаруженные листовки по асфальту, после чего задержали за «агитацию после 23:00»[36];
- 9 июня в ходе допроса руководителя рязанского отделения ОГФ Сергея Агаджаняна ему была дана настойчивая рекомендация воздержаться от поездки в Москву на Марш несогласных[37];
- в ночь с 9 на 10 июня под Нижним Новгородом милицией были задержаны 6 активистов «Другой России», которые ехали в Москву, чтобы принять участие в Марше несогласных[38];
- 10 июня дан приказ задержать и провести обыск у руководителя мурманского отделения ОГФ Елены Васильевой, а также провести допрос на предмет выявления экстремизма[39];
- 10 июня по ориентировке был снят с поезда в Москву руководитель кировского отделения ОГФ Денис Шадрин[38];
- 11 июня за несколько часов до акции в Москве задержан лидер АКМ Сергей Удальцов[40], ранее ему не дали вылететь на Марш несогласных в Санкт-Петербург 9 июня[41].

В мае 2007 в Самаре и Тольятти некоторые активисты «Другой России» были задержаны за распространение листовок с призывом прийти на очередной «Марш несогласных». По утверждениям работников ГУВД, «в ряде листовок имелись признаки экстремистского содержания».

### Изъятие оппозиционных газет
Властями неоднократно изымались тиражи газеты «Марш несогласных». По утверждению правоохранительных органов, цель изъятий состояла в проверке наличия в газетах признаков экстремизма. По мнению организаторов, это являлось лишь предлогом.
Так 31 мая, накануне Марша в Санкт-Петербурге, сотрудники милиции в Гатчине «изъяли для ознакомления» 150 тысяч экземпляров газеты «Марш несогласных». Ранее 29 мая изымался 29-тысячный тираж газеты для распространения в Москве. Другая подобная акция проводилась властями 21 марта, накануне Марша несогласных в Нижнем Новгороде.

### Допросы организаторов Маршей в ФСБ
Организаторы Маршей, Эдуард Лимонов и Гарри Каспаров, неоднократно вызывались в ФСБ для выяснения фактов «публичных призывов к осуществлению экстремистской деятельности», «проверки совершения преступления». Проверки касались выступлений Лимонова и Каспарова на радио «Эхо Москвы», содержания спецвыпуска газеты «Объединённый гражданский фронт», а также интервью Лимонова, опубликованного в газете «Газета». По словам Лимонова, сотрудники ФСБ пытались перевести разговор с ним на тему Маршей несогласных, но он отказался от продолжения разговора, так как был вызван в ФСБ по другому поводу. Никаких обвинений Каспарову и Лимонову предъявлено не было.

## Освещение Маршей несогласных
Марши несогласных привлекают большое количество журналистов и наблюдателей, как российских, так и зарубежных.

### Телевидение
Марши несогласных освещаются некоторыми зарубежными и российскими телеканалами. В России большое внимание Маршам уделяют каналы «РЕН ТВ» и RTVi (канал на русском языке, вещающий за рубежом). В эфире государственных телеканалов («Первый», «Россия» и НТВ) тема Маршей чаще всего оставалась без внимания или же освещалась исключительно в негативном контексте. К примерам последнего относятся документально-пропагандистские ленты «Кто заказывает хаос?» (НТВ) без указания авторства и «Специальный корреспондент. Бархат. Ru» Аркадия Мамонтова («Россия»), вышедшие в течение 2007 года.

### Интернет
Большую информационную поддержку Маршам оказывают блоги. Многие участники Маршей сами являются блогерами, публикуя записи на таких блог-площадках, как ЖЖ, LiveInternet и др. На ресурсах типа Youtube можно найти большое количество видеороликов, посвящённых маршу.

### Выставки
С 8 по 10 мая и с 13 мая по 17 июня 2007 года в Музее и общественном центре имени Андрея Сахарова проходила выставка «Марш несогласных — глазами участников».

## Мнения и оценки Маршей несогласных

### Опросы общественного мнения

#### ВЦИОМ
По данным исследований, проведённых Всероссийским центром изучения общественного мнения (ВЦИОМ), на середину июня 2007 только 4 % опрошенных внимательно следили за этими акциями протеста (против 5 % в апреле 2007 года). Около 42 % (в апреле — 43 %) что-то слышали о них. Более чем половине респондентов (51 %) об этих маршах вообще ничего не известно.
Отношение интервьюируемых к маршам сложилось следующим образом:
- Большинство (34 % опрошенных) к ним безразлично.
- 27 % их не поддерживают, из них примерно половина (14 %) признают за участниками маршей право на проведение подобных акций, другая половина (13 %) — отвергают такое право, считая, что подобные акции следует запрещать.
- 13 % респондентов положительно относятся к движению, из них 4 % выразили принципиальную готовность в нём участвовать.

По сравнению с апрелем 2007 года число сторонников «Маршей несогласных» сократилось с 17 % до 13 %, а доля безразличных к этим акциям выросла (с 30 % до 34 %).
По данным опроса, основным источником информации о «Маршах несогласных» для россиян является телевидение (42 %), что почти в два раза превосходит все остальные источники информации, вместе взятые. Интернет является основным источником информации только для 3 % опрошенных. Ещё 47 % респондентов затруднились с ответом.

#### Левада-Центр
По данным исследований, проведённых Левада-Центром, на середину марта 2007 66 % опрошенных ничего не слышали о «Марше несогласных» 3 марта в Санкт-Петербурге. Своё отношение к этому маршу как положительное охарактеризовали 6 % опрошенных, как отрицательное — 3 % опрошенных, ещё 19 % отнеслись к нему нейтрально.
В то же время 75 % опрошенных заявили, что оппозиция должна иметь право на проведение массовых митингов и демонстраций. 11 % ответили на этот вопрос отрицательно.
По данным на середину мая, 38 % опрошенных считают, что запреты «Маршей несогласных» не оправданы, 21 % полагают, что запреты маршей оправданы, 16 % затрудняются ответить и ещё 25 % ничего не слышали об этих маршах. 46 % опрошенных считают, что применение силы при разгонах «Маршей несогласных» не оправдано, 17 % полагают, что применение силы оправдано.

#### ФОМ
По данным исследований, проведённых фондом «Общественное мнение» (ФОМ), на середину апреля 2007 67 % опрошенных ничего не слышали о «Маршах несогласных», знают о них 11 %, и ещё 19 % респондентов что-то слышали.
30 % из числа тех, кому известно о «Маршах несогласных», относятся к ним с одобрением, 23 % — с неодобрением, 37 % это безразлично.
50 % из числа тех, кому известно о «Маршах несогласных» неодобрительно относятся к действиям милиции и ОМОНа в отношении участников маршей. По 16,7 % одобряют действия милиции и ОМОНа и ничего не знают о них.

### Оценки Маршей несогласных

#### В России

##### Сторонники
- Философ, политолог Сергей Гавров:

«Марш несогласных» — это не репетиция «русского майдана». Он скорее напоминает демонстрацию других «романтиков революции» — троцкистов в 1927 году. Это не новые аккорды, предвестники «великих потрясений», а арьергардные бои, за которыми следует уход с актуальной исторической сцены. Такова логика термидора. Сегодня в стране наступил классический и во всех учебниках истории прописанный период термидора, неизбежный после революции. Наша революция была в 1991 году, к счастью она оказалась «полубархатной» — «полубархатным» оказался и наш термидор.<…>Работа над формированием гражданского общества и конструктивный диалог с действующей властью, стремление стать властью не на улице, а на выборах, посредством демократических процедур — вот ключевые задачи демократической оппозиции.
- Экономист, научный руководитель Института проблем глобализации Михаил Делягин:

Граждане России отстаивают своё право, конституционное право, на выражение своего мнения, в том числе и в виде митингов и демонстраций. Марш — это, по сути дела, демонстрация. С середины апреля правящая бюрократия и Российское государство в целом пытаются отнять у граждан России одно из конституционных прав.
- Заявление российских правозащитников:

Мы убеждены, что подобные действия администрации Санкт-Петербурга и правоохранительных органов грубо противоречат международным обязательствам Российской Федерации по обеспечению гражданских прав. <…>
Опыт преследования властями участников других оппозиционных мероприятий — конференции «Другая Россия» и Второго Российского Социального форума в июле 2006 года, а также декабрьского «Марша несогласных» в Москве, показал, что российская прокуратура и суды не способны защитить законные права участников общественных акций, пострадавших от силового разгона и задержаний.
- Рок-музыкант, лидер рок-группы «Телевизор» Михаил Борзыкин:

«Марш несогласных» — это дело совести каждого. Учитывая, что средств публичного выражения своего несогласия в России почти не осталось, марш является одним из незаколоченных чердачных окошек с видом на свободу, к которым хочется приникнуть. И тут абсолютно не имеет значения, кто идёт с тобой рядом, разделяешь ли ты политические убеждения организаторов. Если идеи и лозунги этого несогласия отзываются в тебе болью, ты должен встать и пойти на марш, чтобы доказать самому себе, что ты ещё живой.
- Член федерального совета ОГФ Марина Литвинович:

Теперь на улице формируется площадка для согласования интересов. На улице происходит то, что должно было бы происходить в парламенте. Но парламент в нашей стране как институт — мёртв, поэтому он возрождается на улице. <…>
Марши — это предъявление себя. «Марш несогласных» — предъявление себя гражданами, выключенными из политической системы.
- Гарри Каспаров в эфире «Эха Москвы»:

Уже сейчас можно смело сказать, что «Марши» во многом изменили представление о российской оппозиции. Оказалось возможным наладить сотрудничество между разными оппозиционными силами и реально сформировать оппозиционную основу, которая может противостоять Кремлю. «Марши» создали своего рода новую политическую культуру, которая окажет влияние на осенне-зимний политический сезон, и впервые появилась перспектива того, что оппозиция сможет найти алгоритм противодействия операции «Преемник».
- Один из участников маршей, бывший премьер-министр России Михаил Касьянов считает, что «Марши несогласных» стали неэффективными и меньше интересуют население:

Первые акции, которые организовывались «Другой Россией», собирали до 6 тысяч человек. После апреля они сошли на нет. <…>
Мы считаем — это правильная форма политической борьбы, но не основная, а дополнительная, и поэтому «Марши несогласных» не должны проходить каждые две недели и не должны проходить каждый день.

##### Противники
- Лидер Международного евразийского движения Александр Дугин:

«Марш несогласных» является попыткой проведения цветной революции в России и напрямую связан с докладом Комиссии по демократии и глобальным проблемам Госдепартамента США, в котором говорится о необходимости финансирования оппозиционных сил в «проблемных» государствах.
- Политолог Глеб Павловский в интервью газете «Московский комсомолец»:

Ясно, что их единственная цель — не сделать что-то, а напугать. Эта марш-марш-оппозиция объявляет, что её стратегия — наращивать хаос в стране до тех пор, пока власти запутаются. Они сами заявляют, что их демонстрации — это всего лишь средство отвлечь внимание властей от страны, переключив на себя. Это стратегия провокации: мы не можем вас сковырнуть, так вы, пожалуйста, сами себя демонтируйте! Я читаю в Интернете то, что они пишут, задыхаясь от ненависти. Единственная угроза «Другой России» — её ничтожество.
- Журналист, руководитель Центра стратегических исследований религии и политики современного мира, автор и ведущий программы «Судите сами» на «Первом канале» Максим Шевченко:

Мне эти марши не интересны. <…>
Марши — это не деятельность. Марши это провокация. Задача таких маршей — привлечь публичное внимание. Привлечение внимания осуществляется следующими способами: пренебрежительным отношением к разрешительной практике проведения маршей. Марш обязательно надо провести тогда, когда его не разрешили, и там, где его не разрешили.
- Секретарь Совет безопасности РФ Игорь Иванов:

Все те организации, которые хотят каким-то образом выразить свою точку зрения, должны делать это в рамках закона. <…>
Даже если вам не нравятся те или иные решения, связанные с определением формы, места и формата проведения манифестации, есть иные пути, каким образом это можно обжаловать — через судебные инстанции и так далее.
- Президент России Владимир Путин сначала заявил о нейтральном отношении к Маршам несогласных:

Мне они [Марши несогласных] ничем не мешают. Я полагаю, что любые акции должны быть проведены в рамках действующего законодательства, и не мешать другим гражданам жить нормальной жизнью. <…>
Нужно подчиняться требованиям закона и местных властей, которые, в соответствии с действующим законодательством, определяют место тех или иных акций.
Однако позднее Путин высказался резко отрицательно. О маршах оппозиции, намеченных на конец ноября 2007, он сказал:

Вот сейчас ещё на улицы выйдут. Подучились немного у западных специалистов, потренировались на соседних республиках, теперь здесь провокации будут устраивать.
- В 2010 году Путин так прокомментировал известные факты силового противодействия проведению несанкционированных собраний и митингов[76]:

Слушайте, все наши оппоненты выступают за правовое государство. Что такое правовое государство? Это соблюдение действующего законодательства. Что говорит действующее законодательство о марше? Нужно получить разрешение местных органов власти. Получили? Идите и демонстрируйте. Если нет — не имеете права. Вышли, не имея права,— получите по башке дубиной. Ну вот и всё!
- Экс-президент СССР Михаил Горбачёв негативно оценил Марш несогласных:

Кто-то хочет осложнить ситуацию в стране и подтолкнуть к нестабильности. <…>
Мы из этого должны извлечь урок, и сказать тем, кто раздувает этот страх в обществе, что они занимаются недопустимым.

#### За рубежом
- Председатель ПАСЕ в 2005—2008 годах Рене ван дер Линден на пресс-конференции в Страсбурге:

Если страна — член Совета Европы прибегает к использованию чрезмерной силы — это недопустимо. <…>
Разгон демонстраций неприемлем нигде — ни во Франции, ни в Великобритании, ни в России.

## Дополнительные факты
- Телекомпания CNN, освещая Марш несогласных, ошибочно опубликовала на своём сайте фотографию с «Марша согласия», проводившегося «Молодой гвардией Единой России»[79].
- В программе Марианны Максимовской «Неделя» на телеканале «РЕН ТВ», в сюжете, посвящённом Маршу несогласных в Москве 14 апреля 2007 года (см. запись), активисты движения «Россия молодая», развернувшие на крыше здания газеты «Известия» плакат «Привет маршу политических валютных проституток» (см. выше), были по ошибке названы представителями оппозиции, адресовавшими этот плакат в сторону митинга другой организации «Молодой гвардии», проходившего в то же время на Пушкинской площади.
- Неожиданностью для многих стало участие в Марше несогласных в Санкт-Петербурге в 2008 году лидера группы ДДТ Юрия Шевчука.
- Марш несогласных несколько раз упоминается в сериале «Универ». Один раз в 31-й серии первого сезона (на доске объявлений висит плакат «Марша»), второй раз в 18-й серии второго сезона.
- У группы Lumen есть песня «Марш согласных».

### 3 марта 2008
- События :: Марш несогласных
- Запрещённый марш (недоступная ссылка)
- Акция «Марш Несогласных» в Москве состоялась
- Марш Несогласных, Москва, фото
- Задержанные и несогласные
- Юрий Шевчук на марше несогласных

### Видео
- Это Наш Город (2007), фильм Александра Щербаносова о событиях в Санкт-Петербурге, 3 марта 2007 года
- Чрезвычайное происшествие. Расследование. Кто заказывает хаос